# Pritchardia perlmanii
Pritchardia perlmanii е вид растение от семейство Палмови (Arecaceae). Видът е застрашен от изчезване.

## Разпространение
Разпространен е в САЩ.